# دختر عاشق من است
«دختر عاشق من است» یا «دختره منو دوست داره» (به انگلیسی: Girl Loves Me) ترانه‌ای از دیوید بویی موسیقی‌دان انگلیسی است. این ترانه پنجمین قطعه از ستاره سیاه، بیست و ششمین و آخرین آلبوم استودیویی بویی است که در ۸ ژانویه ۲۰۱۶ منتشر شد. این آهنگ توسط بویی نوشته شده و توسط او و تونی ویسکانتی تهیه شده‌است. «دختر عاشق من است» در رتبه ۸۷ در ۱۰۰ تک‌آهنگ برتر هلند و رتبه ۱۴۶ در جدول تک‌آهنگ‌های بریتانیا قرار گرفت.

## ترکیب
«دختر عاشق من است» به دلیل استفاده از پولاری و ندست در اشعار آن قابل توجه است، که دومی یک آهنگ عامیانه داستانی است که توسط آنتونی برجس ساخته شده‌است و اغلب در رمان او در سال ۱۹۶۲ به نام پرتقال کوکی استفاده شده‌است. این آهنگ همچنین شامل اشاره ای به درخت شاه بلوط (Chestnut Tree) است، نواری در قسمت پایانی رمان دیستوپیایی ۱۹۸۴ اثر جورج اورول. این تا حدودی به این دلیل استفاده می‌شود که درخت شاه بلوط مکانی در رمان است که قهرمان داستان می‌رود تا بفهمد که دیگر احساساتی برای عشقش ندارد و اشعار این آهنگ ارجاعات آشکاری به عشق دارند، از این رو عنوان آن چنین است.

## بازخورد
رولینگ استون «دختر عاشق من است» را لحظه مورد علاقه خود از ستاره سیاه می‌نامد و آن را به عنوان «تاریک، گیج کننده و سکسی به روشی که فقط نمادی متأخر و عالی می‌تواند به نمایش بگذارد» می‌نامد. ان‌ام‌ئی این آهنگ را یک «خالکوبی تهدیدآمیز و نظامی» می‌داند و نشان می‌دهد که بویی احتمالاً تحت تأثیر رپرها فیوچر و یانگ تاگ در این آهنگ ته است.